# Roland Ehrenfels
Roland Ehrenfels (* 15. September 1961) ist ein ehemaliger deutscher Leichtgewichts-Ruderer, der bei Weltmeisterschaften zwei Silbermedaillen und eine Bronzemedaille gewann.

## Karriere
Roland Ehrenfels nahm viermal an Weltmeisterschaften im Leichtgewichts-Doppelzweier teil. 1984 in Montreal erreichte er zusammen mit Hartmut Schäfer das Ziel mit viereinhalb Sekunden Rückstand auf die italienischen Sieger und anderthalb Sekunden Vorsprung auf die drittplatzierten Dänen. 1985 in Hazewinkel gewann der französische Zweier vor den Italienern. Zweieinhalb Sekunden hinter den Italienern erruderten Ehrenfels und Schäfer die Bronzemedaille mit 0,88 Sekunden Vorsprung vor den Dänen. 1987 in Kopenhagen verpassten Ehrenfels und Schäfer das A-Finale und belegten insgesamt den siebten Platz. 1988 in Mailand siegten die Italiener mit zweieinhalb Sekunden Vorsprung vor Ehrenfels und Schäfer, die drittplatzierten Niederländer lagen 0,78 Sekunden zurück.
Roland Ehrenfels startete bis 1985 für den Würzburger Ruderverein Bayern von 1875/1905, ab 1987 trat er für den Ludwigshafener Ruderverein von 1878 an. Beim Deutschen Meisterschaftsrudern siegte er viermal zusammen mit Hartmut Schäfer im Leichtgewichts-Doppelzweier. 1984 siegten beide zusätzlich im Leichtgewichts-Doppelvierer. 1985 waren beide auch Deutsche Meister im Leichtgewichts-Achter. 
Roland Ehrenfels promovierte 1992 am Kirchhoff-Institut für Physik der Universität Heidelberg. Er war mehrere Jahre in wissenschaftlichen Fachverlagen tätig und wurde später Geschäftsführer einer Vermögensverwaltung.